# NGC 4390
NGC 4390 (другие обозначения — IC 3320, IRAS12233+1044, UGC 7519, PGC 40602, MCG 2-32-40, VCC 849, ZWG 70.67, PGC 40597) — галактика в созвездии Девы.
Оценки положения оси вращения галактики, сделанные кинематически и фотометрически, хорошо согласуются и отличаются всего на 4°. Кривая вращения в целом имеет правильную форму и симметрична, за исключением области размером около 7 секунд дуги в центре.
Этот объект входит в число перечисленных в оригинальной редакции «Нового общего каталога».